# Giovanni Bosco
Giovanni Bosco  var ordensstifter. (født i Piedmont 1815, død i Torino 1888) Kanoniseret 1934. Festdag 31. januar. Giovanni Bosco  var opvokset i en bondefamilie, opdraget af sin mor, som var enke. Tidligt blev han tiltrukket af arbejdet blandt drenge og unge mænd, et arbejde han begyndte straks efter sin præstevielse i 1841. Han slog sig ned i Valdocco, en forstad til Torino, hvor han en tid havde hundreder af unge, som kom i hans kapel og aftenskole. Med sin mor som husholderske åbnede han et pensionat for lærlinge, senere oprettedes værksteder til oplæring af skræddere, skomagere og andre håndværkere. Denne virksomhed voksede og førte i 1854 til grundlæggelse af en kongregation, der kunne fortsætte arbejdet. Don Bosco nærede stor beundring for Frans af Sales' spiritualitet, og han kaldte sine medarbejdere for Salesianerne. Fra Torino er de blevet spredt over hele jorden. Deres huse rummer almindelige skoler på alle trin, landbrugs- og håndværksskoler og desuden hospitaler og missionsvirksomhed i andre verdensdele. Heller ikke pigernes behov blev overset. I 1872 stiftede Don Bosco sammen med en bondekone fra omegnen af Genova, Skt. Maria Mazzarello (død 1881, kanoniseret 1951, festdag 14. maj) en ny kongregation for lignende arbejde blandt piger; han kaldte dem Mariadøtre, De Kristnes Hjælp, og de fik også omgående succes.